# Nova Mokošica
Nova Mokošica (italsky Nuova-Ombla) je hustě osídlené sídlo v Chorvatsku v Dubrovnicko-neretvanské župě. Nova Mokošica padá pod opčinu města Dubrovník a do roku 2001 byla jeho předměstím. Nachází se na severním pobřeží zálivu Rijeka dubrovačka a od Dubrovníku je vzdálena 8 km. V roce 2011 zde žilo celkem 6 016 obyvatel, díky čemuž je Nova Mokošica třetím největším sídlem Dubrovnicko-neretvanské župy (počtem obyvatel přesahuje např. Ploče) a třetím nejvíce osídleným sídlem v Chorvatsku bez statusu města nebo sídla opčiny.
Vesnice je napojena na silnici Ž6254. Sousedními sídly jsou Gornje Obuljeno, Mokošica a Prijevor.